# Meliana (Hiszpania)
Meliana – gmina w Hiszpanii, w prowincji Walencja, we wspólnocie autonomicznej Walencja, o powierzchni 4,73 km². W 2011 roku liczyła 10 666 mieszkańców.